# Гутник, Сергей Михайлович
Серге́й Миха́йлович (Сруль Ми́хелевич) Гу́тник (23 декабря 1868 [4 января 1869], Аккерман, Бессарабская область, Российская империя — не ранее 1926) — влиятельный одесский финансист, адвокат и промышленник, кадет, украинский общественный и политический деятель в период правления Скоропадского, депутат парламента Румынии.
С 3 мая по 24 октября 1918 года — министр торговли и промышленности Украинской Державы.

## Биография
Еврейского происхождения, родился 23 декабря 1868 (4 января 1869) года в семье купца второй гильдии, впоследствии потомственного почётного гражданина Михеля Мордковича Гутника (1835 — после 1916) и его жены Ханы Гутник (1836—?). У него были старшие братья Абрам (1860) и Герш (1865), младшие сёстры Эстер (1872) и Фейга (1873). Отец с 11 августа 1881 года был членом-учредителем Аккерманского общественного собрания, с 1883 года состоял членом Аккерманского общества взаимного кредита и совета, ревизионной комиссии Общества взаимного кредита, с 1882 года членом дирекции Аккерманского Тюремного отделения (в 1895 году указан директором этого отделения) и Попечительного о тюрьмах Комитета (1910—1916), в 1907—1912 годах избирался гласным городской думы, в 1909—1912 годах был агентом Русского Дунайского пароходства (Аккерманская линия). Был занят в виноделии (производил вина из собственных виноградников), мануфактуре и торговле железными, чугунными и бондарными изделиями, зерном, хлебом, вином и спиртом; у него были склады на Николаевской, Измаильской и Байрамчанской дорогах (в этих предприятиях были также заняты его старшие сыновья Абрам и Герш, жена содержала трактир). В 1890-х годах распространил своё торговое предприятие в Одессу: так в 1899 году макаронная фабрика Гутника располагалась в Газовом переулке, дом 12, а фабрика по переработке зерна и хлебопекарня — в доме Рабиновича на Еврейской улице.
После окончания Третьей одесской гимназии 2 августа 1888 года С. М. Гутник был принят на юридический факультет Императорского Новороссийского университета, закончил полный курс обучения 30 июня 1892 года с дипломной работой «Понятие culpa lata договорных отношений согласно древнеримскому праву». Член конституционно-демократической партии (кадетов). Занимался адвокатской практикой (в 1895—1903 годах — помощник присяжного поверенного). В 1903 году управлял деревообрабатывающим предприятием на Александровской площади и зерноторговым предприятием и хлебопекарней на улице Успенской, дом 48. С начала 1900-х годов состоял членом Одесского биржевого комитета, в 1904 году в составе делегации одесской биржи был направлен на встречу 16—26 ноября в Министерстве финансов по поводу назначенного на 1905 год пересмотра хлебных тарифов. С 1910 года — владелец особняка в Одессе по Софиевской улице, № 21, в котором располагалась его адвокатская контора; дом был выстроен в 1890 году по проекту архитектора Д. Е. Мазирова и до 1910 года принадлежал его семье.
В 1910—1912 годах служил управляющим Сибирского торгового банка в Одессе. В 1915—1917 годах — юрисконсульт Одесского биржевого комитета. Состоял членом арбитражной комиссии и общества вспомоществования нуждающимся курсисткам высших женских курсов. В ноябре 1917 года избран гласным Одесской городской думы. На краевом съезде Конституционно-демократической партии в Киеве 8—11 мая 1918 года избран в состав автономного Главного комитета Партии народной свободы на Украине.
С 3 мая по 24 октября 1918 года — министр торговли и промышленности Украинской Державы, один из семи министров-кадетов в правительстве гетмана Скоропадского. 15 мая 1918 года принял участие в открытии съезда представителей промышленности, торговли, финансов и сельского хозяйства Украины (Протофис). Перед закрытием собрания объявил, что найдёт для промышленности кредит на коммерческих основах, при этом он сказал промышленникам, что золото «потечёт не в ваши карманы, а оплодотворит жизнь всего украинского народа». Один из активных сторонников экономической войны Украины с Румынией, так как последняя в начале года самовольно оккупировала Бессарабию.
20 августа 1918 года получил особые права по регулированию внешнего товарообмена. Как глава делегации представителей Украинской Державы подписал от её имени 10 сентября 1918 года «Экономический договор между Украинской Державой с одной, а Германией и Австро-Венгрией с другой стороны на хозяйственный 1918/1919 г.». Награждён орденом Короны 1-й степени.
Один из авторов «записки девяти» министров от 17 октября 1918 года, которая привела к кризису в правительстве Ф. А. Лизогуба и изменениям во внешнеполитическом курсе Украины. Павел Скоропадский возлагал большие надежды на возможности и способности Гутника:

Гутник — министр промышленности. Скажу одно: он блестяще умён, но очень мало сделал для Украины.

Вернувшись в Одессу в конце 1918 года, был избран председателем Одесского биржевого комитета (1918—1919). После прихода большевиков к власти на Украине, эмигрировал в Турцию. В 1920—1922 годах член константинопольской группы партии кадетов. Поселившись в Бухаресте, в 1926 году был избран депутатом парламента Румынии от Национальной либеральной партии.
Дата и место смерти неизвестны.